# 小林真二
小林 真二（こばやし しんじ、1890年〈明治23年〉3月5日 - 1965年〈昭和40年〉4月4日）は、群馬県出身の洋画家。浦和画家のひとり。

## 人物
群馬県大間々町に生まれる。群馬県立前橋中学校卒業後、上京し白馬会研究所に入り黒田清輝、長原孝太郎らに師事した。風景画を主体とする。関東大震災後、埼玉県浦和町（現さいたま市）に居住。第一美術協会を創設した。光風会審査員、埼玉県展運営委員・審査員。実践女子大学講師。

## 経歴
- 1890年（明治23年）3月5日 - 出生。
- 1912年（明治45年） - 光風会展に「たそがれ」「朝」を出品し今村奨励賞を受賞。
- 1923年（大正12年） - 関東大震災により浦和に移住。
- 1924年（大正13年） - 1927年まで3年間ヨーロッパに滞在、サロン・ドートンヌに出品。
- 1929年（昭和4年） - 光風会会員となる。
- 1935年（昭和10年） - 青山熊治（ドイツ語版）、片多徳郎らと第一美術協会を創設。
- 1965年（昭和40年） - 75歳で死没。